# 유가증권위조죄
| |
| 형법 刑法 |
| 형법학 · 범죄 · 형벌 죄형법정주의 |
| 범죄론 |
| 구성요건 · 실행행위 · 부작위범 간접정범 · 미수범 · 기수범 · 중지범 불능범 · 상당인과관계 고의 · 고의범 · 착오 과실 · 과실범 공범 · 정범 · 공동정범 공모공동정범 · 교사범 · 방조범 |
| 항변 |
| 위법성조각사유 · 위법성 · 책임 · 책임주의 책임능력 · 심신상실 · 심신미약 · 정당행위 · 정당방위 · 긴급피난 · 오상방위 · 과잉방위 · 강요된 행위                                     |
| 죄수 |
| 상상적 경합 · 연속범 · 병합죄 |
| 형벌론 |
| 사형 · 징역 · 금고 벌금 · 구류 · 과료 · 몰수 법정형 · 처단형 · 선고형 자수 · 작량감경 · 집행유예                                                                                  |
| 대인범죄 |
| 보통살인죄 · 존속살해죄 · 자살교사·방조죄 |
| 촉탁승낙살인죄 · 영아살해죄 · 낙태죄 |
| 상관살해죄 |
| 폭행죄 · 상해치사죄 · 절도죄 |
| 성범죄 · 성매매알선 · 강간죄 |
| 유괴 · 과실치사상죄 · |
| 대물범죄 |
| 손괴죄 · 방화죄 |
| 절도죄 · 강도죄 · 사기죄 |
| 사법절차 방해죄 |
| 공무집행방해죄 · 뇌물죄 |
| 위증죄 · 배임죄 |
| 미완의 범죄 |
| 시도 · 모의 · 공모 |
| 형법적 항변 |
| 자동증, 음주 & 착오 |
| 정신 이상 · 한정책임능력 |
| 강박 · 필요 |
| 도발 · 정당방위 |
| 다른 7법 영역 |
| 헌법 · 민법 · 형법 |
| 민사소송법 · 형사소송법 · 행정법 |
| 포털: 법 · 법철학 · 형사정책 |
| v • d • e • h |

유가증권위조죄(有價證券僞造罪)이란 대한민국 형법 상의 범죄이며, 행사할 목적으로 대한민국 또는 외국의 공채증서 기타 유가증권이나 유가증권의 권리의무에 관한 기재를 위조 또는 변조하는 죄를 말한다.

## 형법조문
형법 제214조(유가증권의 위조등) 
① 행사할 목적으로 대한민국 또는 외국의 공채증서 기타 유가증권을 위조 또는 변조한 자는 10년 이하의 징역에 처한다.
② 행사할 목적으로 유가증권의 권리의무에 관한 기재를 위조 또는 변조한 자도 전항의 형과 같다.

## 위조와 변조의 의미
- 위조란 작성권한이 없는 자가 타인의 명의로 유가증권을 작성하는 것을 말하며 대리인이 대리권의 범위를 초과하여 증권을 작성하는 것이 이에 해당된다. 위조의 방법에는 제한이 없고 외형상 일반인으로 하여금 진정하게 작성된 유가증권으로 오신케 할 수 있을 정도면 족하다. 변조란, 이미 진정하게 작성된 타인명의의 유가증권을 권한 없이 그 유가증권의 동일성을 해야지 않는 범위내에서 내용에 변경을 가하는 것을 말한다. 어음의 발행일자,수취일자,액면 등을 변경하는 것은 변조에 해당하나 백지어음에 권한 없이 어음요건을 기입하는 경우는 변조가 아니라 위조에 해당한다.[1]

## 사례
- 10만원권 자기앞수표를 복합기로 복사해 위조한 후 슈퍼마켓을 돌며 물건을 구입한 후 잔돈을 받은 경우 유가증권위조죄에 해당한다.[2]
- 철도승차권을 고의로 위·변조해 사용한 경우가 해당한다.[3]

## 판례
- 허무인명의의 유가증권이라 할지라도 적어도 그것이 행사할 목적으로 작성되었고 외형상 일반인으로 하여금 진정하게 작성된 유가증권이라고 오신케 할 수 있을 정도라면 그 위조죄가 성립된다고 해석함이 상당하다[4]

### 전화카드
- 행사할 목적으로 폐공중전화카드의 자기기록부분에 전자정보를 기록하여 사용가능한 공중전화카드를 만든 경우 유가증권위조죄가 성립한다.[5]
- 다 쓴 국제전화카드의 식별번호부분에 은박을 다시 입혀 새것처럼 둔갑시켜 매각한 것은 유가증권 위조죄에 해당하지 않는다.[6]
- 약속어음의 액면금액을 권한 없이 변경하는 것은 유가증권변조에 해당할 뿐 유가증권위조는 아니므로, 약속어음의 액면금액을 권한 없이 변경하는 행위가 당초의 위조와는 별개의 새로운 유가증권위조로 된다고 할 수 없다[7].

- 액면란이 백지인 위조 약속어음의 액면란에 권한 없이 금액을 기입하여 그 위조어음을 완성하는 행위가 당초의 백지어음의 행위와는 별개의 유가증권위조죄를 구성한다[8].

## 판례
- 유가증권위조죄에 있어 모용되는 명의인은 반드시 실재할 필요가 없으므로 허무인 명의 로 유가증권을 작성한 경우에도 유가증권위조죄가 성립할 수 있다.[9]
- 백지어음에 대하여 취득자가 발행자와의 합의에 의하여 정하여진 보충권의 한도를 넘어 보충권을 남용하여 행사한 경우에는 유가증권위조죄가 성립한다.[10]

## 같이 보기
- 유가증권
- 유가증권에 관한 죄

## 참고 문헌
- 손동권, 『체계적 형법연습』, 율곡출판사, 2005. (ISBN 8985177915)